# (1447) Utra
(1447) Utra ist ein Asteroid des Hauptgürtels, der am 26. Januar 1938 von dem finnischen Astronomen Yrjö Väisälä in Turku entdeckt wurde. 
Der Asteroid ist benannt nach Utra, dem Geburtsort des Entdeckers.